# Marquesado de la Rivera
El marquesado de la Rivera es un título nobiliario español concedido el 30 de agosto de 1690 (Real Despacho de 11 de enero de 1693) con el vizcondado previo de la Rivera de Tajuña, a Luis de Zúñiga y Guzmán, caballero de la Orden de Santiago.
El nombre hace referencia a una encomienda en Yucatán, México, otorgada al padre del concesionario.

## Marqueses de la Rivera
|                        | Titular                                          | Periodo                |
| Creación por Carlos II | Creación por Carlos II                           | Creación por Carlos II |
| ---------------------- | ------------------------------------------------ | ---------------------- |
| I                      | Luis de Zúñiga y Guzmán                          | 1693-1710              |
| II                     | Domingo de Zúñiga y Tovar                        | 1710-                  |
| III                    | María Teresa de Zúñiga y Molina                  |                        |
| IV                     | Juan Antonio Remírez de Baquedano y Zúñiga       | -1786                  |
| V                      | María Dominga Remírez de Baquedano y Quiñones    | 1786-1848              |
| VI                     | Octavia Ramírez de Saavedra y Cueto              | 1850-1900              |
| VII                    | Juan Ximénez de Sandoval y Saavedra              | 1902-                  |
| VIII                   | José Luis Ximénez de Sandoval y Suárez           | 1952-                  |
| IX                     | Antonio Ximénez de Sandoval y Llosent            | 1958-                  |
| X                      | María de los Reyes Ximénez de Sandoval y Llosent | 2007-2016              |
| XI                     | Jaime García de Tejada y Ximénez de Sandoval     | 2016-                  |

## Historia de los marqueses de la Rivera
- Luis de Zúñiga y Guzmán (bautizado en Guadalajara 13 de agosto de 1638- Testó en Guadalajara, 24 de octubre de 1710) I marqués de la Rivera, caballero de la Orden de Santiago y gentilhombre de boca de S.M.[3]

Contrajo matrimonio en Guadalajara el 9 de julio de 1654 con María Felipa de Tovar Valderrama y Collado.
- Domingo de Zúñiga y Tovar (Madrid, 25 de septiembre de 1660-) II marqués de la Rivera, caballero de la Orden de Santiago.

Contrajo matrimonio con María Francisca de Molina y Caniego. Le sucedió su hija.
- María Teresa de Zúñiga y Molina, III marquesa de la Rivera.

Contrajo matrimonio en Guadalajara el 4 de junio de 1719 con Juan Francisco Remírez de Baquedano y Raja, III marqués de Andía.
- Juan Antonio Remírez de Baquedano y Zúñiga (Guadalajara 24 de junio de 1722-Madrid 26 de marzo de 1786) IV marqués de la Rivera y IV marqués de Andía.

Contrajo matrimonio, en Medina de Ríoseco el 24 de junio de 1745, con Petra de Quiñones y Álamos, IV marquesa de Villasinda y VI condesa de Sevilla La Nueva
- María Dominga Remírez de Baquedano y Quiñones (Madrid, 25 de mayo de 1763-Madrid, 8 de marzo de 1848) V marquesa de la Rivera, XI marquesa de Auñón, V de Andía, V de Villasinda y condesa de Sevilla la Nueva

Contrajo matrimonio en Madrid el 29 de mayo de 1782 con Juan Martín Pérez de Saavedra y Saavedra (Córdoba  21 de octubre de 1758-Barcelona el 28 de septiembre de 1802) I duque de Rivas, grande de España.
- Octavia Ramírez de Saavedra y Cueto (La Valeta, Malta, el 4 de noviembre de 1826-Madrid, 10 de marzo de 1900) VI marquesa de la Rivera.[4]

Contrajo matrimonio el 25 de noviembre de 1848 con Juan Ximénez de Sandoval y Kramer.
- Juan Ximénez de Sandoval y Saavedra, VII marqués de la Rivera.[4]

Contrajo matrimonio con Concepción Suárez y Gaviña.
- José Luis Ximénez de Sandoval y Suárez, VIII marqués de la Rivera.[5]

Contrajo matrimonio con Consuelo Lloset y Marañón. Sucedió su hijo.
- Antonio Ximénez de Sandoval y Lloset, IX marqués de la Rivera.[6]

Sucedió su hermana.
- María de los Reyes Ximénez de Sandoval y Lloset, X marquesa de la Rivera.[7]

Contrajo matrimonio con Jaime García de Tejada Vázquez. Sucedió su hijo.
- Jaime García de Tejada y Ximénez de Sandoval, XI marqués de la Rivera.[8]